# Michel Jadoul
Michel Jadoul (* 17. September 1957 in Brüssel) ist ein belgischer Schachspieler. Er wurde 1986 zum Internationalen Meister ernannt.
Die belgische Einzelmeisterschaft konnte er mehrmals gewinnen: 1984 in Huy, 1988 in Huy (geteilt mit Richard Meulders), 1990 in Brasschaat und 1992 in Morlanwelz.
Für die belgische Nationalmannschaft spielte er bei drei Schacholympiaden: 1984 am ersten Reservebrett, 1986 am dritten Brett und 1988 am zweiten Brett. Er hat bei Olympiaden ein positives Gesamtergebnis von 18 Punkten aus 30 Partien (+13 =10 −7). Bei der EWG-Meisterschaft 1980 in Berlin spielte er für Belgien an Brett vier.
Vereinsschach spielte Jadoul in Belgien in den 1980er Jahren für Anderlecht, mit denen er 1986 das Halbfinale im European Club Cup erreichte, von 2003 bis 2005 für Boey Temse und in der Saison 2010/11 für Cercle d’Échecs Fontainois. In der niederländischen Meesterklasse spielte er von 1999 bis 2004 für Rotterdam.
Jadoul bevorzugt als Weißer die Larsen-Eröffnung 1. b3.
Jadouls Elo-Zahl beträgt 2314 (Stand: Februar 2016). Seine höchste Elo-Zahl von 2420 erreichte er im Juli 2004.
Im Buch Smerdon’s Scandinavian von David Smerdon (Everyman Chess, 2015) wird eine zentrale Variante der Skandinavischen Eröffnung (Portugiesisches Gambit) nach Jadoul benannt: 1. e2–e4, d7–d5 2. e4xd5, Sg8–f6 3. d2–d4, Lc8–g4! (The exciting and popular Jadoul variation).

## Veröffentlichungen
- Histoire des Maîtres Belges. Rossel, Brüssel 1988 (gemeinsam mit Michel Wasnair)